# 大臂口孵非鯽
大臂口孵非鯽，為輻鰭魚綱鱸形目隆頭魚亞目慈鯛科的其中一種，被IUCN列為易危保育類動物，分布於非洲三比西河上游及剛果河流域，棲息深度5-14公尺，體長可達43公分，棲息在安靜、開闊及水生植物生長的水域，以藻類、無脊椎動物、有機碎屑等為食，可做為食用魚及觀賞魚。